# William Dargan
William Dargan, född 28 februari 1799 i Killeshin, grevskapet Laois, död 7 februari 1867 i Dublin, var irländsk ingenjör. 
Dargan är känd huvudsakligen såsom konstruktör av Ulsterkanalen och de irländska stambanorna. En staty över honom har rests i Dublin.